# Kvarnbäcktjärnarna (Junsele socken, Ångermanland, 707498-154226)
Kvarnbäcktjärnarna är en sjö i Sollefteå kommun i Ångermanland och ingår i Ångermanälvens huvudavrinningsområde. Sjön har en area på 0,066 kvadratkilometer och ligger 237,1 meter över havet. Sjön avvattnas av vattendraget Kvarnbäcken.

## Delavrinningsområde
Kvarnbäcktjärnarna ingår i det delavrinningsområde (707412-154228) som SMHI kallar för Mynnar i Sågbäcken. Medelhöjden är 261 meter över havet och ytan är 8,21 kvadratkilometer. Det finns inga avrinningsområden uppströms utan avrinningsområdet är högsta punkten. Kvarnbäcken som avvattnar avrinningsområdet har biflödesordning 4, vilket innebär att vattnet flödar genom totalt 4 vattendrag innan det når havet efter 134 kilometer. Avrinningsområdet består mestadels av skog (72 procent). Avrinningsområdet har 0,58 kvadratkilometer vattenytor vilket ger det en sjöprocent på 7 procent.